# صلاح الأسير
صلاح عبد الرحمن الأسير (ولد في بيروت عام 1917 وتوفي عام 1971)، هو شاعر وأديب وصحفي لبناني، من مؤسسي جمعية أهل القلم، وقيادي في الحزب السوري القومي الاجتماعي.

## النشأة
وليد في بيروت عام 1917، وهو حفيد العلّامة الشيخ يوسف الأسير (1815-1889) الصيداوي. وتلقى تعليمه الثانوي في المدرسة العلمانية الفرنسية (اللاييك)، ونال منها شهادة البكالوريا عام 1939.

## نشاطه الصحفي والأدبي
عمل محرّراً في مجلة «الجمهور» ابتداء من العام 1935، ثم عمل في الأعوام 1938-1943 سكرتيراً لراديو الشرق. توجه بعدها إلى الكتابة الأدبية وأسهم في تحرير عدة مجلات، أهمها: الجمهور، والمعرض، والأديب التي عمل فيها حتى عام 1953 ونشر فيها عددا من قصائده، كما ساهم في تأسيس مجلة «الفكر العربي» التي صدر منها ثلاثة أعداد. صدر له في العام 1943 ديوان شعري بعنوان «الواحة»، من منشورات مجلة الأديب.
مثّل لبنان في المؤتمر الثقافي العربي الذي عقد في الإسكندرية عام 1952، وكان واحدا من مؤسسي جمعية «أهل القلم» في لبنان، وانتخب نائباً لرئيسها الشاعر صلاح لبكي، كما شارك في مؤتمر الأدباء العرب الأول في بيت مري في لبنان عام 1954.

## نموذج من شعره المبكر
نشر في مجلة الدهور، في 1 ديسمبر 1934.
نشيد الفقير
أيها الليل طل فأنت سميري وسمير العمال والتعساء
أيها الليل أنت نور على من لا يرى في الحياة غير الشقاء
قدر الله أن أكون شقيا في حياتي من جملة الأشقياء
ان أيامي الطويلة داء لفقير مثلي بغير دواء
كلما شاب مفرقي شب حزني في فؤادي وشب معه عنائي
ليس في الصيف لي مفر ولا في ما يقيني قر الشتا في الشتاء

ليس لي ملجأ أحن إليه فلدي البلدان كالصحراء

## نشاطه السياسي
كان الأسير واحدا من مجموعة من الأدباء الشبان منهم صلاح لبكي، وسعيد عقل، وفؤاد سليمان، ورشدي معلوف انضموا إلى أنطوان سعادة في تأسيس الحزب السوري القومي الاجتماعي، وكتب في مجلة «المعرض» التي خصصت في شباط 1936 ملفا عن ذلك الحزب الجديد آنذاك مقالا عن «القومية في الأدب».
تشير وثائق للأمن العام اللبناني من الخمسينيات نشرتها جريدة الأخبار البيروتية تناولت علاقات مالية بين أقطاب الصحافة اللبنانية في تلك الفترة والسعودية إلى علاقة للأسير بالأمير فيصل بن عبد العزيز، ولي عهد السعودية آنذاك. وقد انتقل الأسير لاحقا للعمل إلى السعودية وعمل مديراً للشركة الألمانية السعودية للمنشأت الكبرى في جدة.

## وفاته
توفي عام 1971.